# Лесли Гроувс
Лесли Ричард Гроувс-младши (на английски: Leslie Richard Groves Jr.) е офицер от инженерните войски на САЩ, под чието ръководство е построен Пентагонът и се провежда проектът „Манхатън“, разработил атомната бомба през Втората световна война.

## Биография
Роден е в Олбани, щата Ню Йорк, на 17 август 1896 г. Син е на военен капелан и през детството си живее на различни места, обслужващи армията. През 1918 г. завършва четвърти в класа си от Военната академия на САЩ в Уест Пойнт и е назначен в инженерни войски. През 1929 г. заминава за Никарагуа в състава на експедиция, която има за цел да проучи перспективите за евентуален Никарагуански канал. След тежкото земетресение в Никарагуа през 1931 г. Гроувс поема управлението на водоснабдяването в Манагуа, за което е награден с никарагуански президентски медал за заслуги. Посещава Командно-щабния колеж на армията на САЩ в Канзас през 1935 – 1936 г., както и Военния колеж на армията на САЩ през 1938 – 1939 г. След това е назначен в генералния щаб на военното министерство. По това време Гроувс си спечелва репутацията както на изпълнител, така и на водач. През 1940 г. е натоварен с отговорността да инспектира строителни обекти на армията и да следи напредъка им. През август 1941 г. е назначен да ръководи създаването на гигантски офис комплекс, в който да се помещават 40 000 служители на военното министерство (днешния Пентагон).
През септември 1942 г. на Гроувс е възложен проектът „Манхатън“. Той участва в повечето аспекти от разработването на атомната бомба: той избира местата за изследване и производство в Оук Ридж, Лос Аламос и Ханфорд. Той направлява огромните строителни усилия, взема критични решения относно различните методи за отделянето на изотопите, набавя суровини, ръководи събирането на военно разузнаване относно немската ядрена програма и спомага за избирането на градовете мишени за бомбардиране в Япония. Гроувс създава сигурна защита около проекта, но не успява да попречи на Съветския съюз да провежда успешен шпионаж на програмата, поради което Сталин получава някои от най-важните тайни на ядрената програма.
След края на Втората световна война Гроувс остава начело на проекта „Манхатън“ до 1947 г., когато отговорността за производството на ядрени оръжия е прехвърлена на Комисията по атомна енергия на САЩ. След това оглавява Проекта за специални оръжия на въоръжените сили, който е създаден за контролиране на военния аспект на ядрените оръжия. Все пак той е критикуван от началник-щаба на армията, Дуайт Айзенхауър, като му е казано, че никога няма да бъде назначен за началник на инженерни войски. Три дни по-късно Гроувс обявява намерението си да напусне армията. Повишен е на генерал-лейтенант малко преди пенсионирането си на 29 февруари 1948 г. в знак на признание за ръководството му на програмата за атомната бомба. С указ на Конгреса, повишаването му е записано със задна дата – 16 юли 1945 г., когато е проведен успешно първият ядрен опит „Тринити“. След напускането на армията заема длъжността на вицепрезидент в компанията за производство на военна техника Sperry. Пенсионира се от нея през 1961 г.
Умира на 13 юли 1970 г. от инфаркт на миокарда. Погребан е в националното гробище Арлингтън.